# Yang Jiayu
Yang Jiayu (chiń. 杨家玉; ur. 18 lutego 1996) – chińska lekkoatletka specjalizująca się w chodzie sportowym.
Na mistrzostwach świata w Londynie w 2017 zdobyła złoty medal na 20 kilometrów. Siedem lat później podczas igrzysk olimpijskich w Paryżu została mistrzynią olimpijską.

## Rezultaty
| Rok  | Impreza                                | Miejsce   | Konkurencja                 | Pozycja     | Wynik   |
| ---- | -------------------------------------- | --------- | --------------------------- | ----------- | ------- |
| 2014 | Puchar świata w chodzie                | Taicang   | chód na 10 km               | 2. miejsce  | 43:47   |
| 2015 | Uniwersjada                            | Gwangju   | chód na 20 km               | 5. miejsce  | 1:36:50 |
| 2016 | Drużynowe mistrzostwa świata w chodzie | Rzym      | chód na 20 km               | 7. miejsce  | 1:28:56 |
| 2017 | Mistrzostwa świata                     | Londyn    | chód na 20 km               | 1. miejsce  | 1:26:18 |
| 2018 | Drużynowe mistrzostwa świata w chodzie | Taicang   | chód na 20 km               | 3. miejsce  | 1:27:22 |
| 2018 | Igrzyska azjatyckie                    | Dżakarta  | chód na 20 km               | 1. miejsce  | 1:29:15 |
| 2019 | Mistrzostwa świata                     | Doha      | chód na 20 km               | –           | DQ      |
| 2019 | Światowe wojskowe igrzyska sportowe    | Wuhan     | chód na 20 km               | 1. miejsce  | 1:30:03 |
| 2021 | Igrzyska olimpijskie                   | Tokio     | chód na 20 km               | 12. miejsce | 1:31:54 |
| 2022 | Drużynowe mistrzostwa świata w chodzie | Maskat    | chód na 20 km               | 2. miejsce  | 1:31:54 |
| 2023 | Mistrzostwa świata                     | Budapeszt | chód na 20 km               | 12. miejsce | 1:29:40 |
| 2023 | Igrzyska azjatyckie                    | Hangzhou  | chód na 20 km               | 1. miejsce  | 1:30:03 |
| 2024 | Drużynowe mistrzostwa świata w chodzie | Antalya   | sztafeta mieszana w chodzie | 12. miejsce | 3:03:46 |
| 2024 | Igrzyska olimpijskie                   | Paryż     | chód na 20 km               | 1. miejsce  | 1:25:54 |
| 2024 | Igrzyska olimpijskie                   | Paryż     | sztafeta mieszana w chodzie | 15. miejsce | 3:00:43 |

## Rekordy życiowe
- Chód na 20 kilometrów – 1:23:49 (20 marca 2021, Huangshan) rekord świata